# Barrage de Bir Mcherga
Le barrage de Bir Mcherga (arabe : سد بئر مشارقة) est un barrage tunisien inauguré en 1971, sur l'oued Miliane, situé à environ 47 kilomètres au sud-ouest de Tunis et à 35 kilomètres du golfe de Tunis où se jette le fleuve. Il prend le nom de la ville de Bir Mcherga située à proximité.

## Caractéristiques physiques
Barrage en terre d'une hauteur de 43 mètres et d'une longueur en crête de 1 300 mètres, il peut retenir jusqu'à 130 millions de mètres cubes d'eau dans un réservoir d'une superficie de 705 hectares.

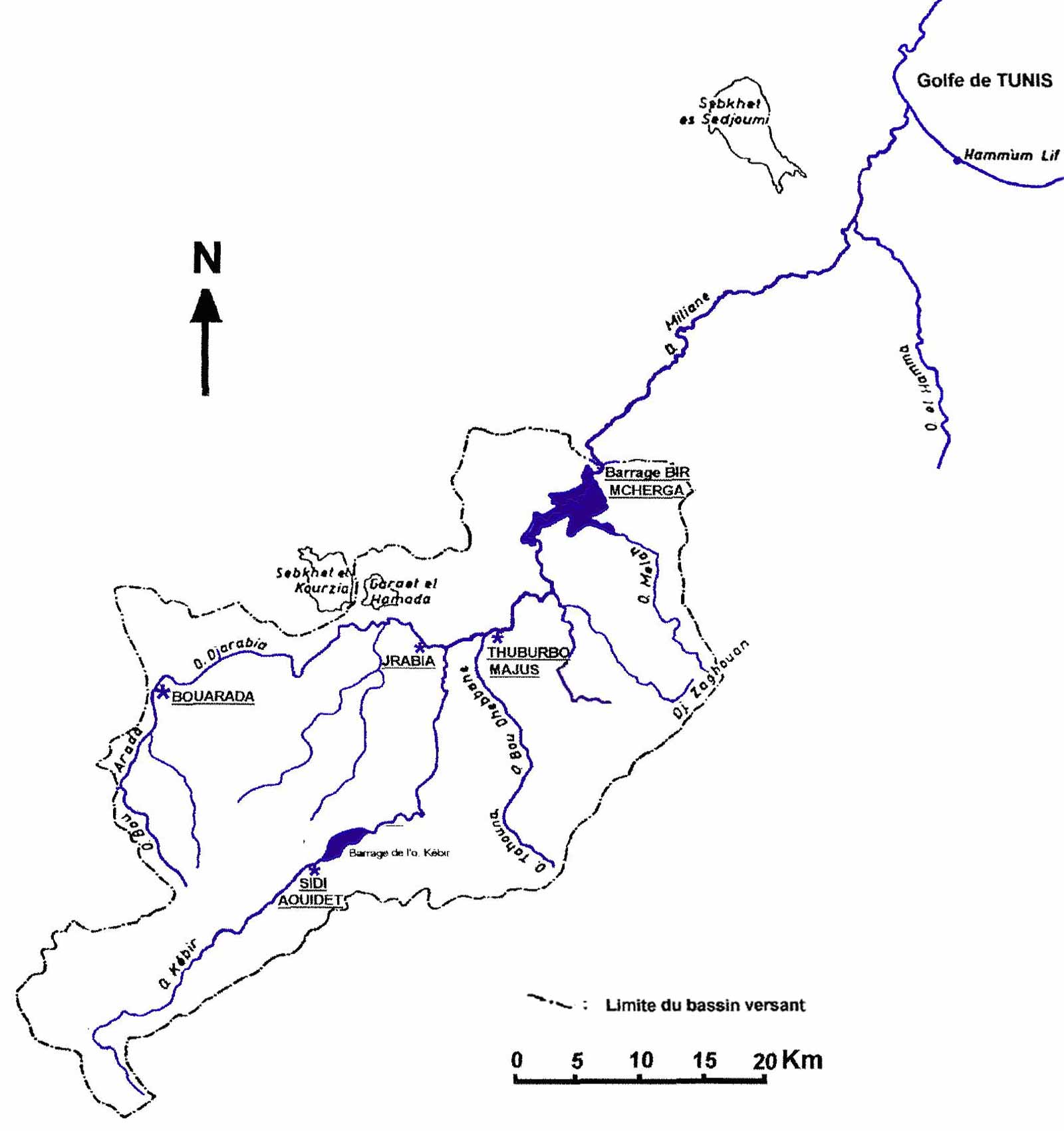
Localisation du barrage dans le bassin de l'oued Miliane.
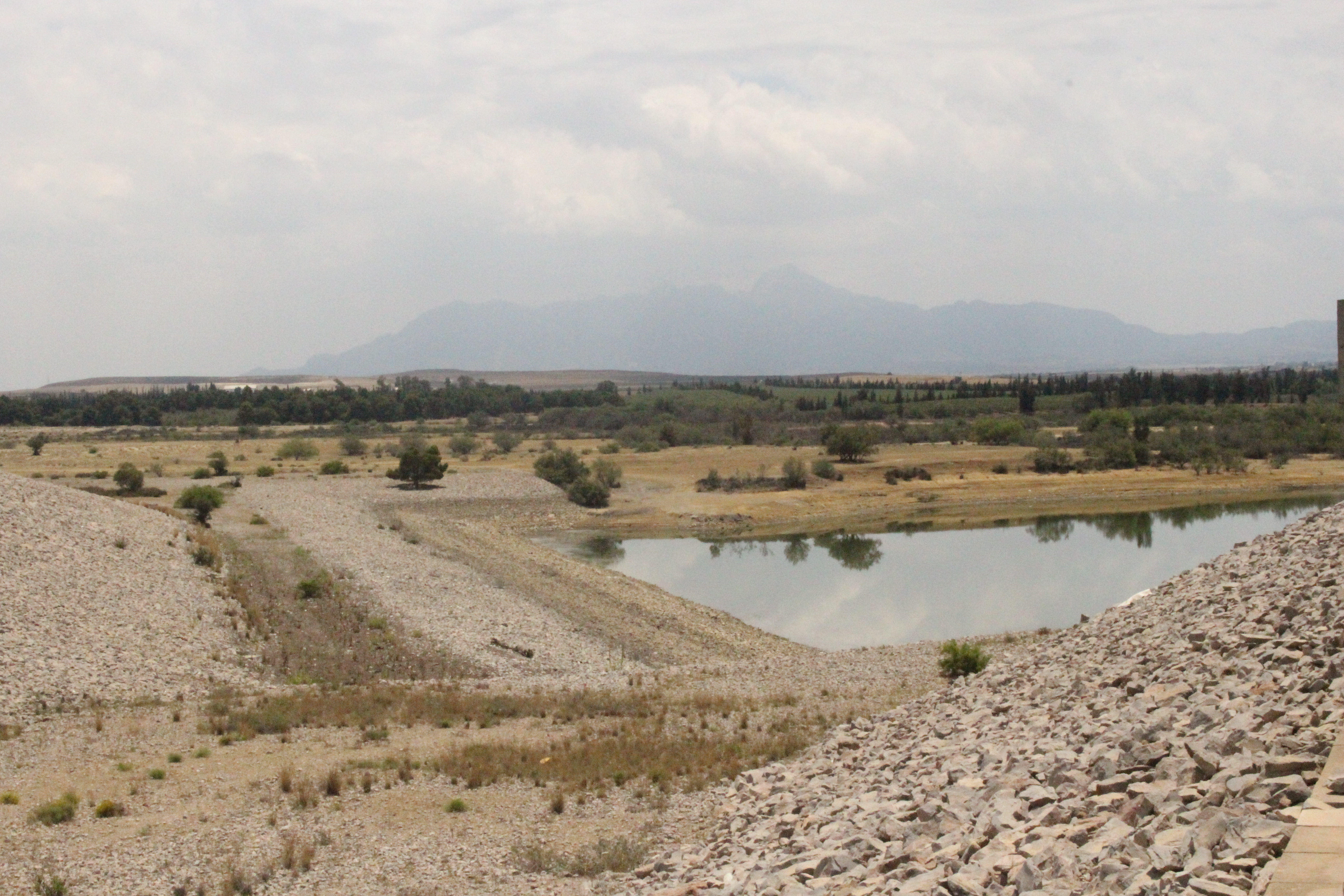
Vue du barrage.
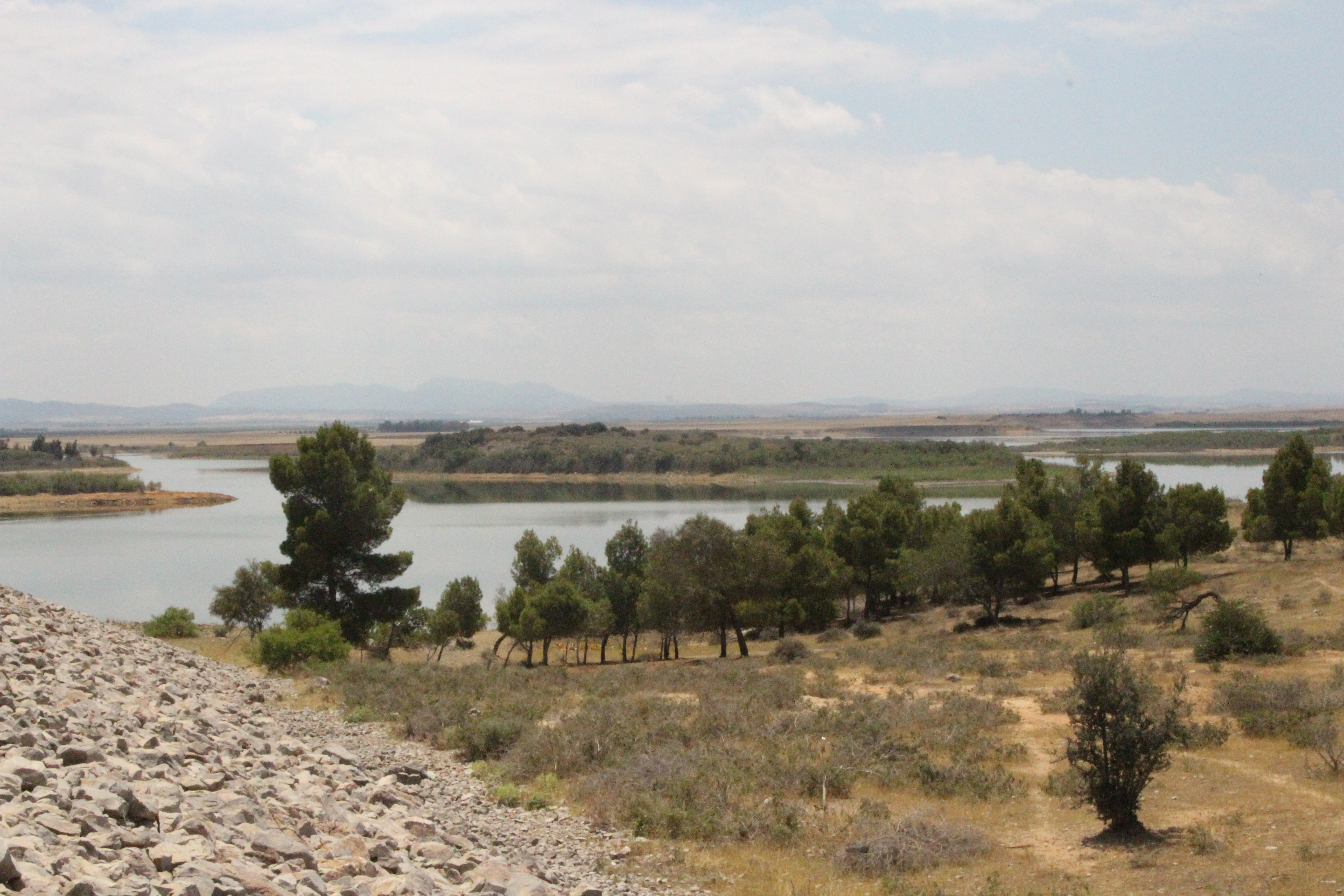
Lac de retenue du barrage.

## Utilité
Il a plusieurs fonctions :
- Il est destiné à réguler le débit de l'oued Miliane afin de protéger des inondations les plaines situées au sud de la ville de Tunis ;
- Il permet l'irrigation de 1 600 hectares de terres cultivées principalement en céréales.

Le lac de retenue possède une biomasse estimée à plus de 300 tonnes formée de poissons d'eau douce : carpe, mulet, barbeau et phoxinelle.